# Ogniwo Daniella

Ogniwo Daniella – dwa półogniwa są połączone przez klucz elektrolityczny przenoszący jony pomiędzy nimi. Elektrony przepływają zewnętrznym obwodem.

Ogniwo Daniella – ogniwo galwaniczne stworzone przez brytyjskiego chemika Johna Daniella w 1836 roku. 
Anodę (elektrodę ujemną) stanowi elektroda cynkowa zanurzona w wodnym roztworze siarczanu cynku ZnSO4. Na półogniwie tym zachodzi proces utleniania cynku Zn do jonu Zn2+ (dochodzi do roztwarzania elektrody ujemnej) zgodnie z reakcją:  Zn0(s) → Zn2+(aq) + 2e-
Katodę (elektrodę dodatnią) stanowi natomiast elektroda miedziana zanurzona w wodnym roztworze siarczanu miedzi CuSO4. Na półogniwie tym zachodzi proces redukcji Cu2+ jonów miedziowych do atomów miedzi Cu (miedź osadza się na elektrodzie dodatniej) zgodnie z reakcją: Cu2+(aq) + 2e-  → Cu0(s)
Siła elektromotoryczna ogniwa wynosi około 1,1 V.
Schemat:
(−) Zn | Zn2+ || Cu2+ | Cu (+)
W ogniwie tym oba półogniwa nie stykają się ze sobą bezpośrednio lecz są połączone kluczem elektrolitycznym, najczęściej wykonanym z roztworu chlorku potasu (KCl) w agar-agarze. Klucz elektrolityczny uniemożliwia mieszanie się roztworów elektrolitów oraz zapobiega gromadzeniu się nadmiaru ładunku ujemnego bądź dodatniego w zależności czy rozpatrujemy anodę czy katodę.
Skonstruował je w 1836 roku John Frederic Daniell.